# 몬타페르티 전투
몬타페르티 전투는 구엘프와 기벨린 세력 다움 시기에 토스카나에서 시에나와 피렌체간에 1260년 9월 4일에 벌어진 전투이다. 배반으로 인해서 전투의 흐름이 바뀌어 악명을 얻었으며, 단테 알리기에리가 쓴 서사시인 신곡에서 다시 재언급되었다.

## 배경
구엘프와 기벨린 파는 12, 13세기 이탈리아에서 각자 명목상 교황과 신성 로마 제국간의 세력에 가담한 경쟁 세력들을 말한다. 실제로 동맹 구성은 교황령과 제국간의 다툼보다는 지역간의 경쟁에 더욱 집중했었다.
13세기 중반 피렌체의 구엘프 파는 흔들리기 시작했고 반면 시에나에서는 기벨린 세력이 권력을 잡았다. 1258년 구엘프 세력은 피렌체에서 권력을 지닌 모든 기벨린 세력을 추출해내는데 성공을 하였다. 그후에 그들은 기벨린 세력의 복귀 계획을 세우다가 고발당한 테사우로 베카리아(Tesauro Beccharia)를 처형시켰다.
2년만에 피렌체 수뇌에서 불화가 생겨나자, 토스카나의 동맹 도시들(볼로냐, 프라토, 루카, 오르비에토, 산지미냐노, 산미니아토, 볼테라, 콜레발델사)은 지원을 위해, 35,000명의 병력(12명의 사령관)을 시에나로 진군시켰다. 시에나는 독일 중무장 기병 용병들을 지원받은 만프레디 왕을 더불어, 신성 로마 제국령인 피사, 코르토나에 도움을 요청하였다. 시에나 군대는 추방당한 피렌체의 기벨린 세력인 파리나타 델리 우베르티가 이끌었다. 지원 병력을 요청했음에도 불구하고 동원할 수 있는 병력은 2만명 정도였다.

## 전투
기벨린 세력의 군대는 4개의 열로 구성되어 있었다. 첫 째 열은 조르다노 백작 (독일 용병 사령관)의 세네셜인 다라스 백작이 이끄는 200명의 독일 기사들과 200명의 시에나 석궁병들은 전장 남쪽에 있는 몬셀볼리-코스타베르치 산등성이 인근에 눈에 띄지 않게 이동하였고, 아시아노로 향하는 길에 쪽에 있는 몬세볼리 남쪽에 자리 잡았고 "성 조르조(성 요한)을 위하여"라는 괴성을 외치며 구엘프 세력에 돌격 명령을 내렸다. 조르다노 달리아노 백작이 이끈 제 2열은 시에나인이 주축이 되고 600명의 독일 기사단과 보병들로 구성된 선봉을 만들었다. 시에나군의 총대장인 알도브란디노 알도브란데스키 백작이 이끈 제 3열은 600명의 토스카나 기사단과 17,000명의 시에나군과 동맹군들로 이뤄진 보병대로 구성됐다. 테르초 디 카몰리아의 백부장인 니콜로 다 비고치가 이끈 제 4열은 시에나의 카로초를 보호하기 위해, 시에나 기사단 200명과 몇백명의 무장한 성직자들과 수도사들로 이뤄진 후위를 맡았다.
시에나의 전승에 따르면, 전투가 이뤄지기 전에 기벨린 군대는 구엘프 군의 전체 동향을 보기 위하여, 매번 제복을 갈아입고 비전투원들을 짐 나르는 짐승들에 넣어 등반하며, 구엘프에게 적이 세 배나 많다는 인상을 주기위해 로폴레 언덕을 세 차례나 행군했다고 한다. 거기다 기벨린 세력은 구엘프 주둔지로 가 야습 활동을 벌였다. 그 결과로 전략적 후퇴를 결정했던 피렌체 지휘관들에게 경고가 되었고 시에나군이 아르비아 강을 건너자 야영지를 거두고 행군을 다시 시작하였다. 피렌체군에게는 전투를 벌인 기회밖에 남지 않게 되었다.
전투는 시에나에서 동쪽으로 6km 떨어진 몬셀볼리-코스타베르치 산기슭에서 벌어졌다. 기벨린-시에나 동맹군은 북쪽이나 왼쪽 날개에 선봉대(독일 기사단)를 위에서부터 아래로 배치시켰고, 중심 부대는 남쪽에 배치시켰다. 동쪽으로는 시에나군이 해가 떠오르는 전략적 이점이 있는 언덕 뒤에 자리잡아 구엘프군을 맞이하며, 수비적인 자세를 잡았다. 구엘프군의 자세한 조직은 알려지지 않았지만 보병들로 이뤄진 핵심 부대(약 3만명)를 시에나 보병대와 마주보는 남쪽에 배치시켰고, 기병대(약 3000여명의 기사들)는 독일과 토스카나 기사다들과 마주보는 북쪽과 함께 배치시켰을 것이다.
시에나-기벨린 동맹군은 적들에게 이점을 얻기 위해 해가 완전히 떠오를 때까지 기다렸고, 전투는 마침내 오전 10:00 에 독일 기사단들의 돌격으로 시작되었고, 구엘프 동맹군의 오른쪽 날개의 퇴각을 이끌어냈다. 3열의 기벨린 토스카나 기사들도 전투에 참여했지만 그들은 전장의 끝쪽인 북쪽에서 분투중이였고, 시에나 동맹군 보병대들은 몬셀볼리 가파른 경사지에서 피렌체군을 공격했다. 전투는 니콜로 다 비고치(Niccolo da Bigozzi, 시에나군 4열의 사령관)가 공격하여 상황을 안정시키던 15:00 때까지는 중무장을 했던 병력이 많던 피렌체군이 점차 우위를 가져갔었다. 동시간에 시에나-기벨린 동맹군에서 싸우던 토스카나 기벨린 추방자 무리들이 일부 토스카나-기벨린 세력들에게 구엘프를 배신하도록 설득하였다.

## 같이 보기
- 단테 알리기에리
- 구엘프와 기벨린
- 만프레디
- 시에나
- 피렌체
- 몬타페르티